# Hermógenes Valente Fonseca
Hermógenes Valente Fonseca fue un futbolista brasileño. Nació el 4 de noviembre de 1908 en Río de Janeiro, Brasil. Fue mediocampista, y jugó para la Selección de fútbol de Brasil en la Copa Mundial de 1930. 

## Clubes como jugador
- Andarahy Athletico Club (1922-1927)[1]
- América Football Club (1927-1934)[1]